# AVE컴
AVE컴(영어: AVE.com)은 아랍에미리트의 전세 항공사로 샤르자 국제공항이 허브 공항으로 1996년에 설립 했으며 본사는 아랍에미리트 샤르자 샤르자 국제공항에 위치해 있다.

## 보유 기종
- 2012년 8월 기준으로 AVE은 다음과 같은 기종을 보유하고 있으며 평균 기령은 25년이다.[3]

- 보잉 737-200
- 보잉 737-300
- 보잉 767-200ER